# Xanthia monilifera
Xanthia monilifera là một loài bướm đêm trong họ Noctuidae.